# Naroli
Naroli är en ort (census town) i det indiska unionsterritoriet Dadra och Nagar Haveli och Daman och Diu, i distriktet Dadra och Nagar Haveli. Folkmängden uppgick till 16 260 invånare vid folkräkningen 2011, vilket gör orten till distriktets näst största. Naroli är beläget några kilometer väster om Silvassa, distriktets huvudstad.